# Herbert Greenhough Smith
Herbert Greenhough Smith (ur. 1855 w Stroud – zm. 14 stycznia 1935) – pierwszy wydawca „The Strand Magazine” znanego z publikacji opowiadań sir Arthura Conana Doyle’a o Sherlocku Holmesie. Jego aktywne wsparcie wobec Conana Doyle’a i promocja magazynu postaci Sherlocka Holmesa mocno przyczyniły się do sukcesu tejże postaci.
Urodził się w 1855 w Stroud jako najstarszy z ośmiorga dzieci Alfreda Smitha (1821-1896) i jego żony Eleanor (zd. Greenhough) (1821-1896). Herbert otrzymał panieńskie nazwisko swojej matki jako środkowe imię, którego potem używał jako podwójnego nazwiska. Uczęszczał do St John’s College na Uniwersytecie Cambridge, gdzie otrzymał tytuł licencjata, przed tym jak krótko pracował jako prywatny nauczyciel. Zrezygnował z tej posady na rzecz dziennikarstwa.
Jego pierwszą żoną była Beatrice Elizabeth B. Harrison, którą poślubił w 1885 i z którą miał jednego syna, Cyrila Herberta Greenhougha Smitha (1889-1924). Po śmierci Beatrice w 1897 r. ożenił się z Dorothy Vernon Muddock (ur. w 1882), córką Jamesa Edwarda Prestona Muddocka. Ślub odbył się w 1900 r.
Smith wydawał „The Strand” w latach 1891-1930. Zmarł 14 stycznia 1935.

## Publikacje
Był autorem poniższych artykułów opublikowanych w The Strand Magazine:
- Quixarvyn's Rival grudzień 1891
- The Case of Roger Carboyne wrzesień 1892
- The Powder Mine grudzień 1893
- Some Letters of Conan Doyle październik 1930

Napisał także książki:
- The Chevalier Bayard
- A Court Duel
- Castle Sombras
- Odd Moments: Essays in Little
- Stranger than Fiction – Thrills of History
- The Romance of History
- What I Think – A Symposium on Books and Other Things by Famous Writers of Today (wydawca)